# Уусикаупунки
У́усикаупунки (фин. Uusikaupunki), шведское название Нюстад (швед. Nystad) — муниципалитет и один из самых старых городов в Финляндии. На обоих государственных языках страны фин. Uusikaupunki и швед. Nystad его название переводится, как новый город.

## Название
В исторической коннотации Ништадтский мирный договор 1721 года со Швецией предполагает название города Ништа́дт — как его называли при Петре I. Однако применительно к современности город этот в дореволюционной справочно-энциклопедической литературе именовался Нюстад, то есть в максимальном приближении к шведскому написанию этого названия.
Наряду с этим в оборот вошёл также неоправданно онемеченный (с добавлением «т» на конце) вариант написания Нюстадт, от которого в 1880-е годы зафиксирован производный топоним Нюстадтская улица в Петербурге.

## История
Основан как порт на побережье Архипелагового моря. Декретом короля Швеции Густава II от 19 апреля 1617 года город Нюстад получил привилегии на ведение морской торговли; эта дата считается днём основания города. Фактически же король легализовал морскую торговлю лесом, деревянными изделиями, а также солью, которую вели здесь со Средних веков .
В 1721 году в Ништадте был подписан мирный договор между Швецией и Россией.
В составе Великого княжества Финляндского Российской империи город Нюстад относился к Або-Бьёрнеборгской губернии. На 1 января 1892 года в Нюстаде было 3912 жителей, в том числе шведов менее 500. Из порта вывозились, в основном в Копенгаген, лес, доски и другие пиломатериалы, а также деревянная посуда. В окрестных приходах получило развитие кустарное производство деревянных изделий (посуда, мебель, сундуки, экипажи). До промышленной революции значительное количество этих изделий вывозилось Швецию и Данию, но к концу XIX века спрос упал, и ремесло пришло в упадок.
Другим традиционным товаром, которым славился город, было нюстадское трико (рукотканое сукно), шали и другие кустарные шерстяные и вязаные изделия, а также полушерстяные и хлопчатобумажные ткани, холст и т. п.
В 1891 году в Нюстаде было 51 промышленное заведение с 238 рабочими и объёмом производства в 417572 марок. Таможенных доходов в 1892 г. поступило 85215 марок.
Площадь современного муниципалитета Уусикаупунки — 1 932 км². На море и острова́ приходится 2/3 территории. Население города составляет 16,2 тыс. жителей (2006).
Два парома обеспечивают ежедневное сообщение со Швецией. Уусикаупунки является туристическим городом.
В 2016 году в компании Valmet Automotive закончено переоборудование производства для начала сборки с 2017 года кроссовера Мерседес Бенц.

## Известные уроженцы и жители
- Каяндер, Аймо (1879—1943) — финский ботаник и политический деятель
- Круселль, Бернхард Хенрик (1775—1838) — финско-шведский композитор, переводчик
- Нервандер, Йоган Якоб (1805—1848) — финский физик, астроном и поэт
- Симойоки, Мартти (1908—1999) — архиепископ Евангелическо-лютеранской церкви Финляндии

## Города-побратимы
- Россия: Великий Новгород
- Эстония: Валга